# Frickenhausen (Lauben)
Frickenhausen ist ein Pfarrdorf und Ortsteil der Gemeinde Lauben (Landkreis Unterallgäu) im Landkreis Unterallgäu in Bayern.

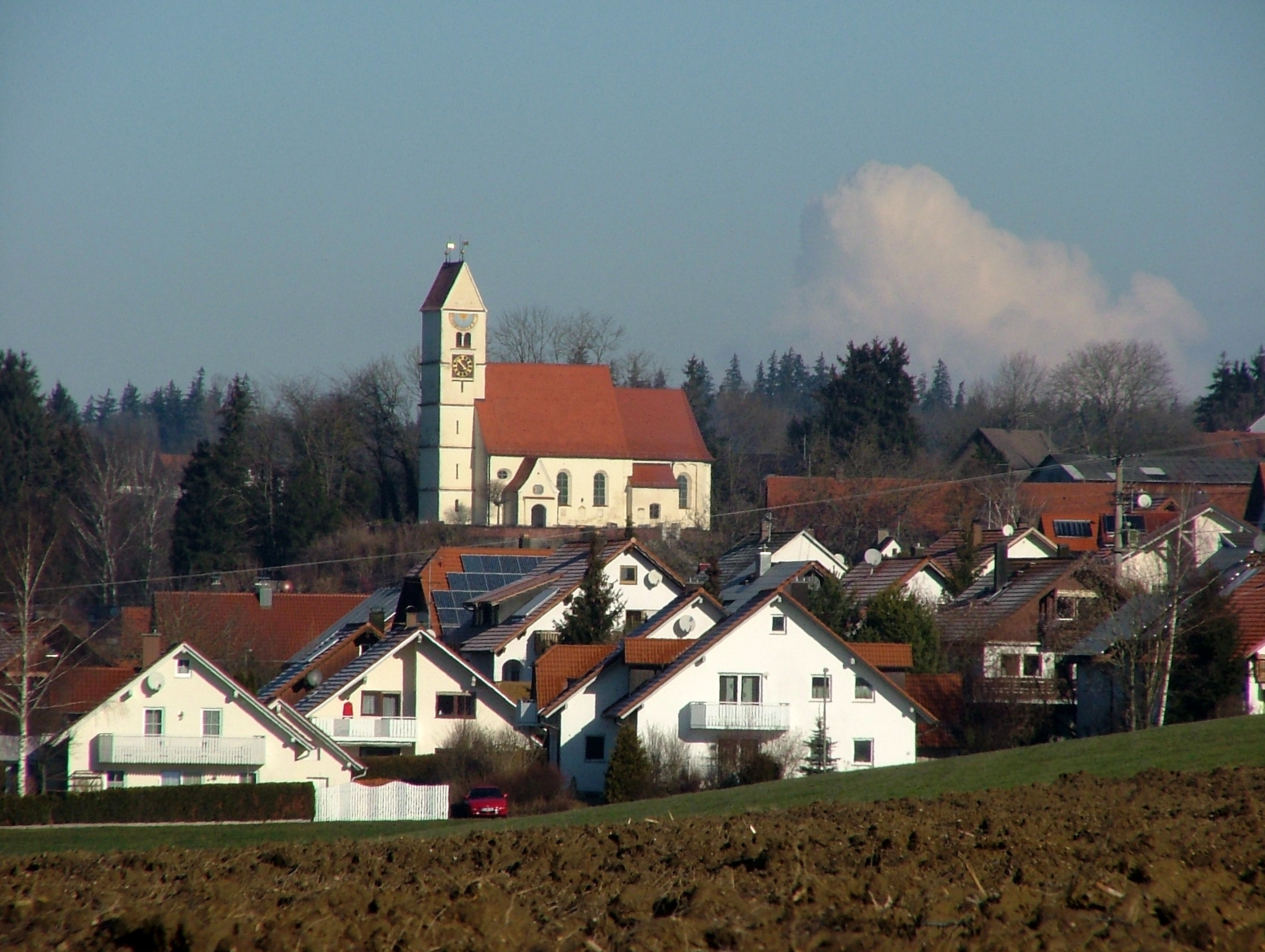
Panorama von Frickenhausen

## Geschichte
Frickenhausen ist im 8. Jahrhundert entstanden und wurde 1167 erstmals urkundlich erwähnt. Nach häufigem Besitzerwechsel kam 1460 das Dorf in die Hände des Memminger Patriziers Erhard Vöhlin. 1480 baute die Familie Vöhlin ihr Landschloss in Frickenhausen, das ab 1789 als Pfarrhaus genutzt wurde. Im Jahr 1520 kaufte die Reichsstadt Memmingen den ganzen Ort. Den gesamten Besitzstand übergab die Stadt 1547 dem Unterhospital in Memmingen. Die Reichsstadt Memmingen kam 1803 an Bayern. Die Gemeinde Frickenhausen entstand durch das Zweite Gemeindeedikt von 1818. Am 1. Mai 1978 wurde Frickenhausen nach Lauben eingemeindet.